# Crown Van Gelder B.V.

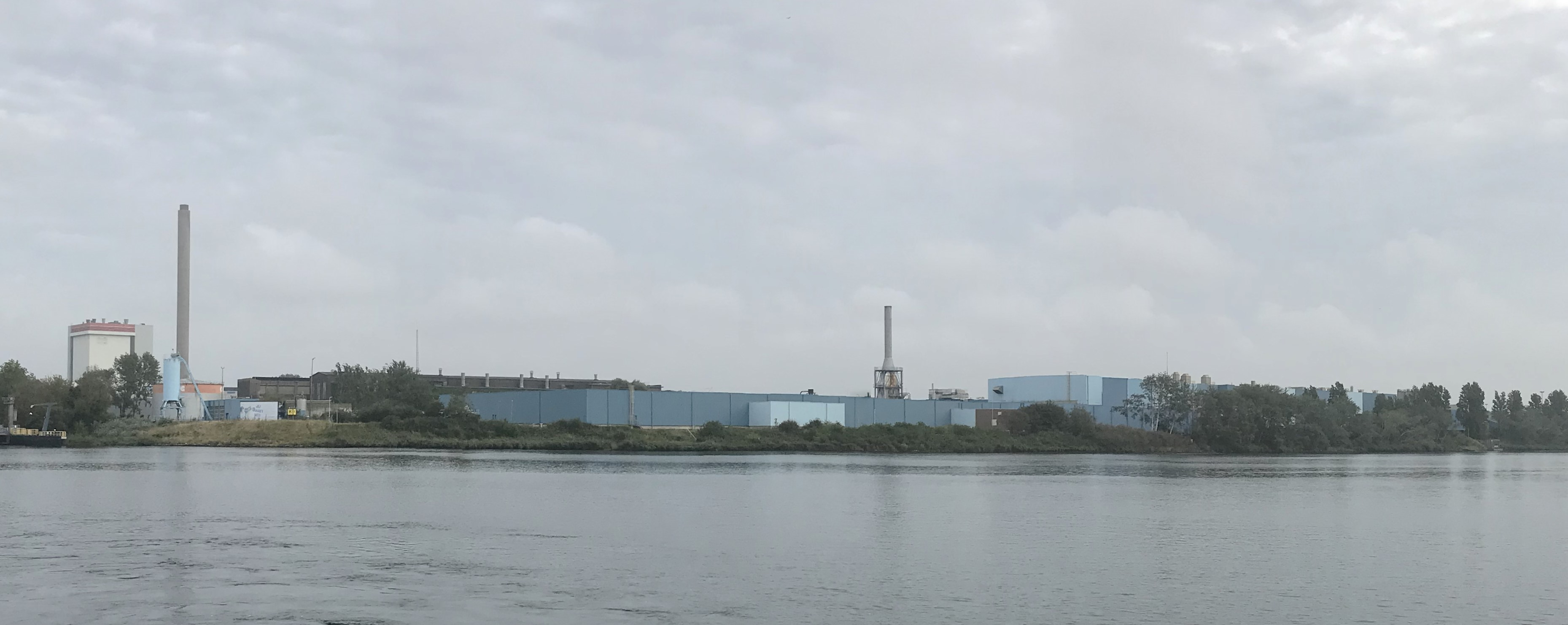
Crown Van Gelder, Velsen-Noord

Crown Van Gelder B.V., was een papierfabriek in Velsen-Noord, Noord-Holland, gevestigd aan het Noordzeekanaal. Van 1985 tot 2015 was de onderneming genoteerd aan de Amsterdamse effectenbeurs. In januari 2023 ging Crown Van Gelder B.V. failliet. Er volgde een doorstart onder de nieuwe naam Crown van Gelder International en met EPAC Technologies als grootaandeelhouder.
Crown Van Gelder was sinds 2015 eigendom van het investeringsbedrijf Andlinger & Company. De fabriek produceerde met 280 medewerkers 208.000 ton papier in 2014. Er worden papierspecialiteiten vervaardigd voor grafische en industriële toepassingen.

## Geschiedenis
Op de plaats waar de fabriek gevestigd was, werd sinds 1896 papier geproduceerd. De fabriek werd toen opgericht door Pieter Smidt van Gelder als courantenpapierfabriek en onderdeel van Van Gelder Zonen. In 1901 werd een celstoffabriek, in 1908 een houtstoffabriek en in 1911 een sulfiet celstoffabriek gebouwd. Na de crisis van de jaren 1930 werd in 1937 een nieuwe krantenpapiermachine in gebruik genomen. Na schade en plundering tijdens de Tweede Wereldoorlog moest de fabriek in 1945 opnieuw worden opgestart. Pas in 1948 was de aanvoer van grondstoffen weer op peil. In 1956 kwam er een nieuwe papiermachine en in 1958 sloten de cellulosefabrieken.
In 1963 volgde samenwerking met het Amerikaanse bedrijf Crown Zellerbach Corp. op het gebied van ponskaartenkarton. In 1974 werd een papier-recyclingfabriek geopend (Van Gelder Recycling). Er volgden talrijke herstructureringen en in 1981 ging de moedermaatschappij failliet. Er werden 540 mensen ontslagen. De krantenpapierproductie werd overgeplaatst naar Renkum, een papierfabriek die bezit werd van Norske Skog.
Crown Van Gelder is in 1983 met 260 medewerkers ontstaan vanuit de failliete boedel van Van Gelder Papier. Men ging ongestreken, houtvrij fijnpapier produceren. Aanvankelijk op één, vanaf 1987 op twee papiermachines. In 1985 werd het bedrijf genoteerd aan de Amsterdamse effectenbeurs.
Als kleine producent heeft Crown Van Gelder mogelijkheden onderzocht om te gaan samenwerken met andere marktspelers. Begin oktober 2014 deed Andlinger & Company, een buitenlandse investeringsgroep, een bod van €24 miljoen op Crown Van Gelder. Tegelijk werd gemeld dat 39% van de certificaathouders van Crown Van Gelder het bod van Andlinger reeds ondersteunde. Andlinger heeft meer belangen in de papier- en kartonindustrie, het is eigenaar van Eska Graphic Board in Sappemeer. In 2015 werd de overname afgerond en werd de notering aan de beurs gestaakt.
Op 23 januari 2023 werd bekend dat Crown Van Gelder het faillissement heeft aangevraagd. De gestegen grondstoffen- en energieprijzen in combinatie met een terugval in opdrachten hebben gezorgd voor een tekort aan liquide middelen. Bij het bedrijf werkten ruim 250 medewerkers en 90% van de omzet werd behaald buiten Nederland. Het maakte speciaal papier zoals ijsverpakkingen, papier voor luxe boodschappentassen en inkjetprinters. Nog geen twee weken na het uitspreken van het faillissement konden de curatoren melden dat er diverse serieuze kandidaten zijn die CVG willen overnemen. Zowel Nederlandse als buitenlandse gegadigden hebben zich gemeld. 

## Doorstart
Op 10 februari werd bekend dat het Amerikaanse bedrijf EPAC Technologies de papierproducent in Velzen gaat overnemen. EPAC is bereid te investeren in de fabriek en ook alle werknemers van CVG in dienst te houden. De naam werd gewijzigd in Crown van Gelder International, met EPAC als grootste aandeelhouder met een belang van 80% en de curatoren met de overige 20%.

## Resultaten
Sinds 2009 lag de productie op iets meer dan 200.000 ton papier op jaarbasis. De omzet was redelijk constant, maar Crown Van Gelder slaagde er niet altijd in het boekjaar met winst af te sluiten.
| Jaar | Omzet           | Nettowinst      | Papierproductie | Medewerkers (gemiddeld) |
| ---- | --------------- | --------------- | --------------- | ----------------------- |
| 2009 | € 144,7 miljoen | € 4,5 miljoen   | 197.800 ton     | 301                     |
| 2010 | € 160,9 miljoen | € −12,9 miljoen | 207.700 ton     | 309                     |
| 2011 | € 162,3 miljoen | € 4,3 miljoen   | 203.900 ton     | 292                     |
| 2012 | € 166,9 miljoen | € −24,3 miljoen | 215.000 ton     | 282                     |
| 2013 | € 159,5 miljoen | € −13,1 miljoen | 205.700 ton     | 286                     |
| 2014 | € 162,5 miljoen | € 3,1 miljoen   | 208.000 ton     | 280                     |